# ساكوراجيما، كاغوشيما

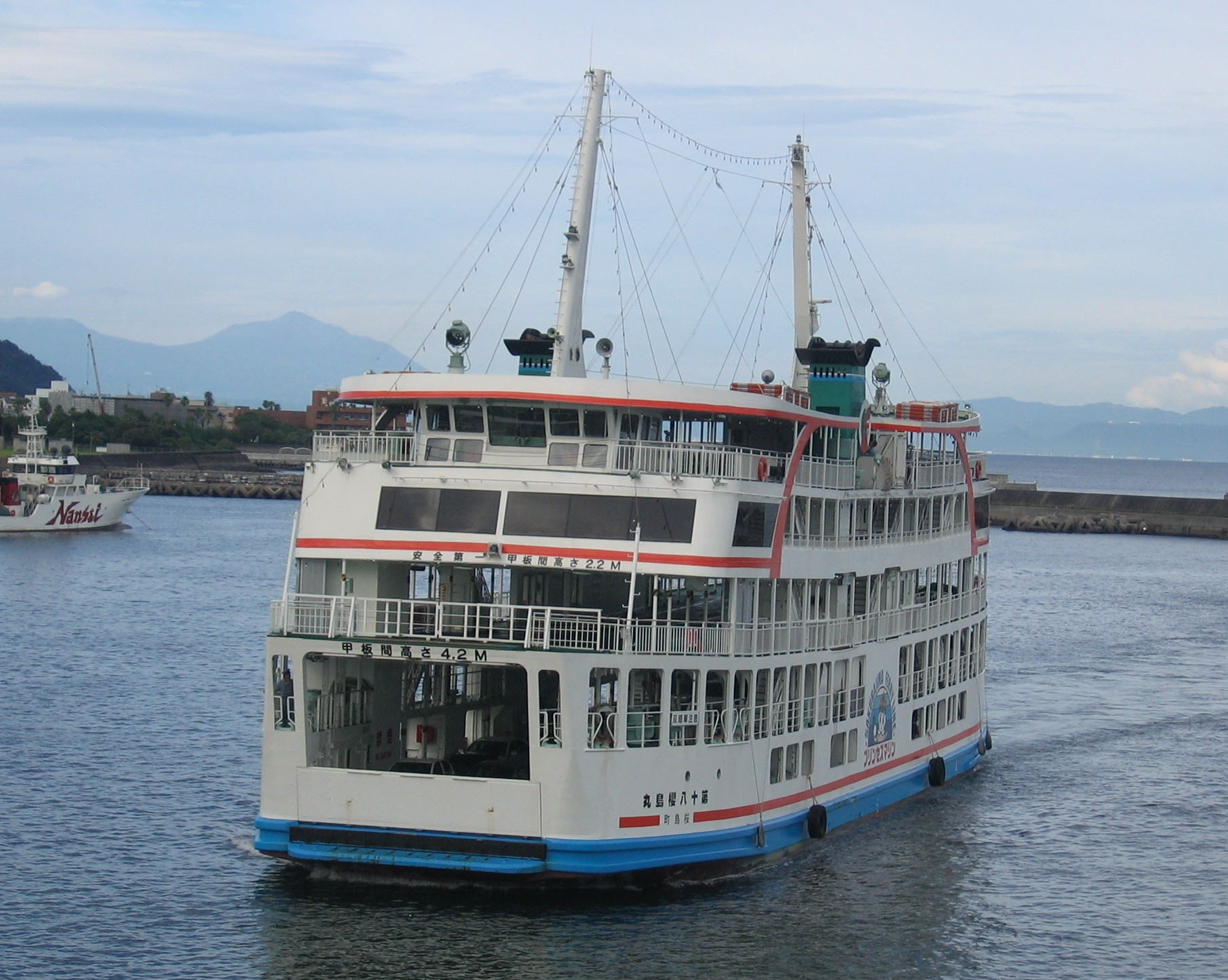
باخرة سياحية يدعى "ساكوراجيما فيري"تجوب في ساحل مدينة ساكوراجيما.

ساكوراجيما، كاغوشيما ((باليابانية: 桜島町)) ، هي مدينة يابانية سابقة تقع في محافظة كاغوشيما ، تبلغ عدد سكانها في عام 2003 نحو 4,504 نسمة.

## وصلة خارجية
- Official website of Kagoshima باليابانية